# Vinskottvecklare
Vinskottvecklare, Lobesia botrana är en fjärilsart som först beskrevs av Michael Denis och Ignaz Schiffermüller 1775. Vinskottvecklare ingår i släktet Lobesia, och familjen vecklare, Tortricidae. Vinskottvecklare förekommer normalt inte i Sverige utan räknas som införd. Den är funnen i Sverige vid ett tillfälle, Göteborg i december 1982. Inga underarter finns listade i Catalogue of Life. Arten betraktas som skadeinsekt i vinodlingar.

## Kännetecken
Den fullbildade fjärilen har en vingbredd på 10-17 millimeter. Framvingarna är mosaikmönstrade i ljusare och mörkare bruna nyser med krämfärgade till grå eller gråblå och mörkare fläckar. Bakvingarna är grå med fransad kant.

## Utbredning
Det ursprungliga utbredningsområdet är södra Europa men arten har spridits även till andra delar av världen där vin odlas. Den finns i Nordafrika och i Anatolien österut till Kaukasus och har introducerats till Kalifornien, Chile och Japan.

## Levnadssätt
Vinskottvecklarens larv kan livnära sig på flera olika växtarter, men artens huvudsakliga näringsväxt är vinranka, Vitis vinifera. Vinrankor som drabbas av vinskottvecklare angrips lättare av svampsjukdomar än andra plantor. För att minska problemet med angreppen och dess följder i vinodlingar finns biologiska bekämpningsmetoder med god effekt som baseras på feromoner.

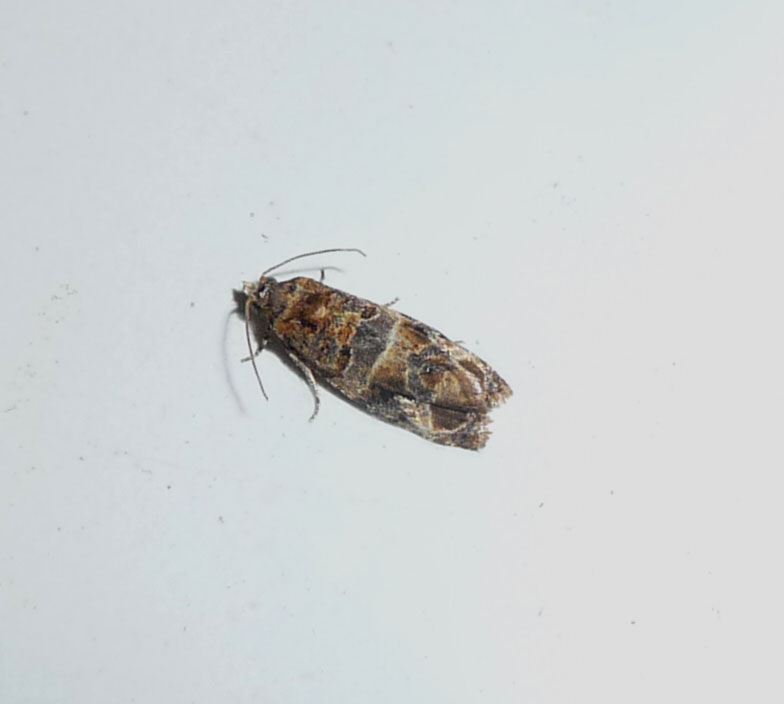
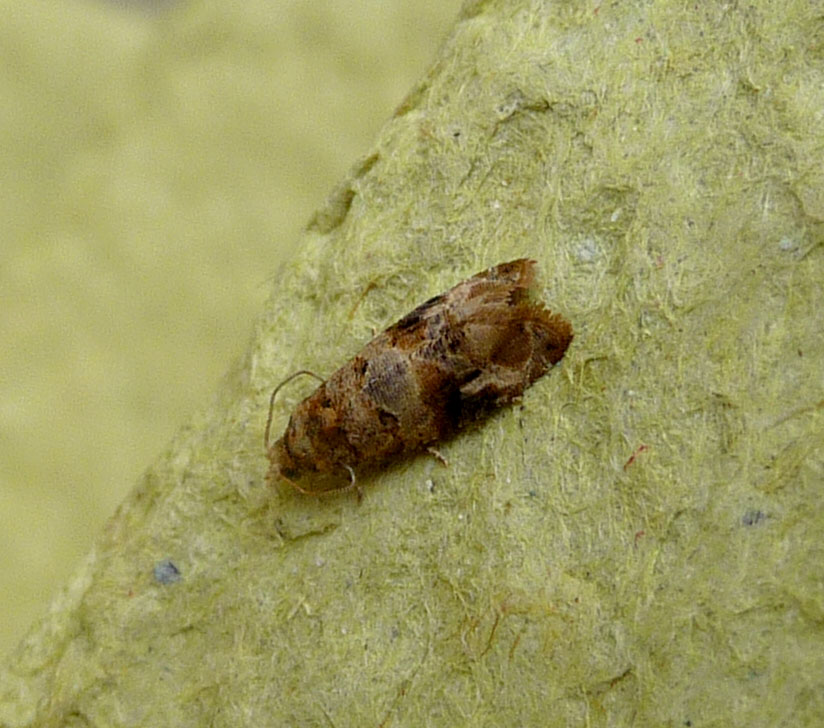
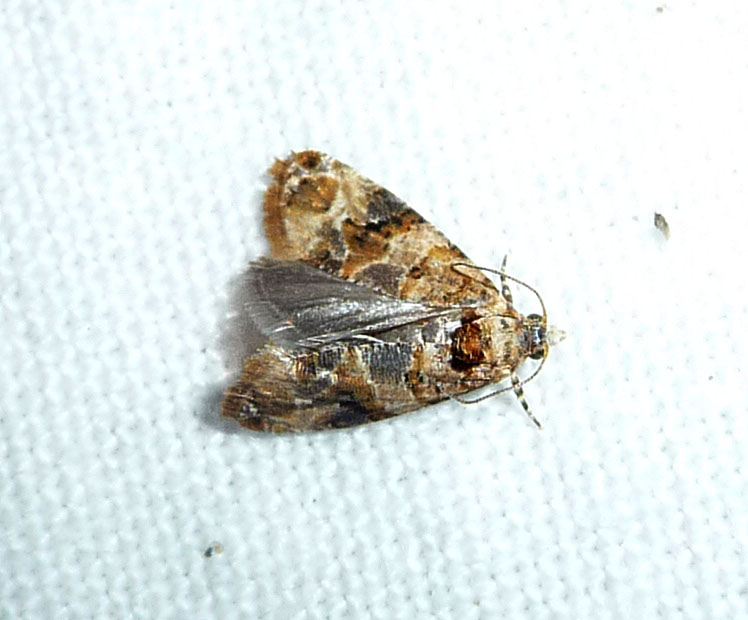